# 茱莱机场
茱莱机场，是越南中部广南省成山县的一个民用机场，有三条跑道，分别是1600米、2400米與3000米。在1970年代以前的越南戰爭時期，曾是美國海軍陸戰隊的飛行場——茱萊航空基地（Chu Lai Air Base）。機場於2005年3月22日啟用。
该机场是预备国际机场，距离岘港市38公里，美山圣地18公里，广南省省会三岐市25公里，北方距离首都河内611公里，南方距最大城市胡志明市1002公里，该机场現有航班業者為飞往南方胡志明市的越南航空服务公司（vasco）、北方河内市的越南国家航空公司（Vietnam Airlines）。未来将有国际航线。